# دوامسق
الدوامسق هو نبات القنب الصالح للأكل والذي يوجد في الجزائر وبعض الدول العربية الأخرى، ويصنع من قمم القنب الممزوجة مع: "السكر، عصير البرتقال، القرفة، القرنفل، الهيل، جوزة الطيب، المسك، الفستق، والصنوبر."
لعبت الأطعمة الصالحة للأكل دورًا في نشر القنب في أوروبا، حيث كان هذا المستحضر من المخدرات هو ما لاحظه الدكتور جاك جوزيف مورو أثناء رحلاته في شمال إفريقيا، والذي قدمه إلى نادي الحشيش في باريس.